# Epicoma barnardi
Epicoma barnardi is een vlinder uit de familie van de Notodontidae (Tandvlinders), uit de onderfamilie van de Thaumetopoeinae (Processievlinders). De wetenschappelijke naam van de soort is voor het eerst gepubliceerd in 1890 door Thomas Pennington Lucas.
De soort komt voor in Australië.